# Bokharalök
Bokharalök (Allium bucharicum) är en växtart i släktet lökar och familjen amaryllisväxter. Arten beskrevs av Eduard August von Regel. Inga underarter finns listade i Catalogue of Life.

## Utbredning
Bokharalöken växer vilt i Centralasien, mellan södra Tadzjikistan och nordöstra Afghanistan. Den odlas även som prydnadsväxt utomhus i andra delar av världen.